# Staphylea colchica
Staphylea colchica Steven è una pianta appartenente alla famiglia delle Staphyleaceae, originaria del Caucaso.

## Descrizione

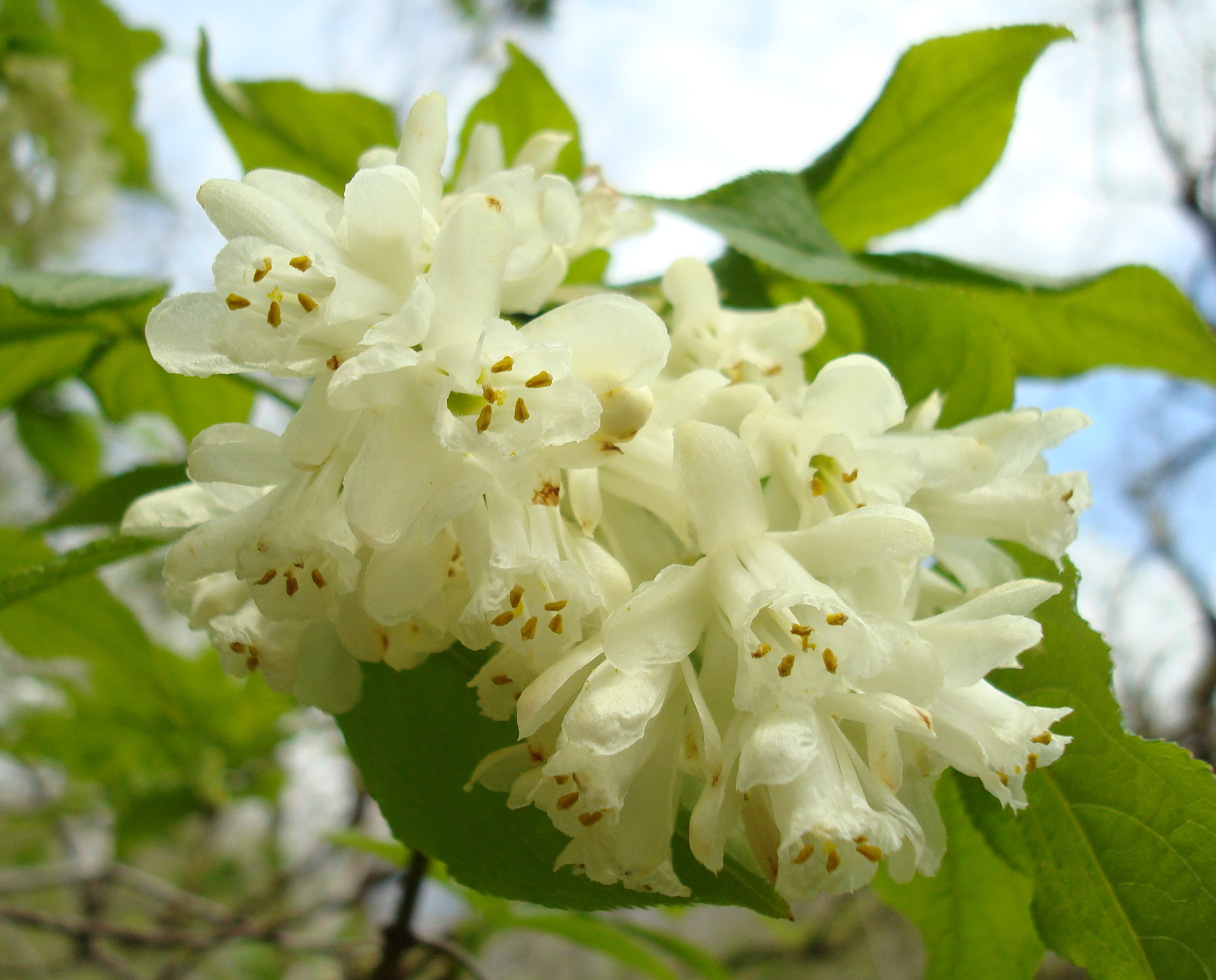
Fiori di S. colchica

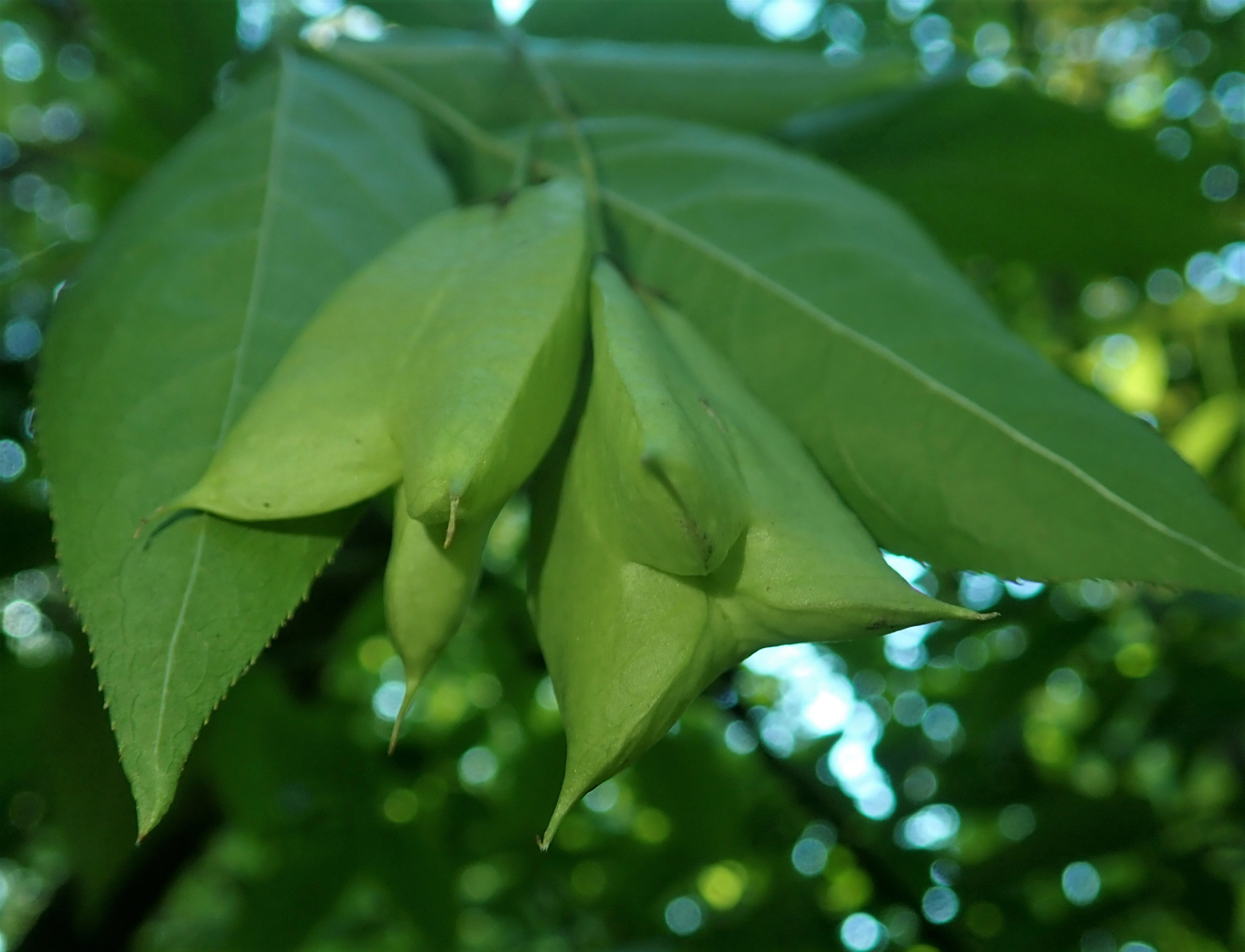
Frutti di S. colchica

S. colchica è un arbusto o piccolo albero deciduo che raggiunge un'altezza fino a 5 m. Le sue foglie opposte e peduncolate sono imparipennate e hanno solitamente cinque foglioline, ma ne hanno solo tre sui germogli dei fiori. Le foglie glabre sono di forma ellittica o ovoidale, appuntita e sono lunghe fino a 15 centimetri con bordo seghettato o dentato. I bianchi fiori profumati ed ermafroditi, sono portati in infiorescenze terminali a pannocchia.
S. colchica si distingue da Staphylea pinnata per le sue infiorescenze panicolate orizzontali o erette, non pendenti, per i sepali divaricati, in modo che i petali che formano un tubo attorno agli stami siano esposti, e per i frutti allungati (più lunghi che larghi) che restano ancora appesi alla pianta quando avviene il rilascio dei semi. I fiori di S. colchica hanno un delicato profumo di fiori d'arancio e sono i più grandi del genere. Tutte le altre specie di Staphylea hanno foglie pennate con solo tre foglioline.

## Distribuzione e habitat
S. colchica ha una piccola area di distribuzione, che comprende la costa turca del Mar Nero, il versante meridionale del Caucaso e parte del vicino Iran.  In Georgia è presente soprattutto nella regione della Colchide, ad altitudini comprese tra 0 e 700 fino a 800 metri.
S. colchica prospera ai margini delle foreste e come sottobosco nei boschi di latifoglie decidue, che sono caratterizzati dalla presenza della quercia hartwissiana (Quercus hartwissiana), del carpino bianco (Carpinus betulus), del castagno dolce (Castanea sativa), del faggio orientale (Fagus orientalis), del tiglio del Caucaso (Tilia dasystyla) e il frassino comune (Fraxinus excelsior).
Queste foreste decidue della Colchide, caratterizzate da alberi decidui e in parte da sottobosco sempreverde, a causa dei vasti disboscamenti sono state oggi notevolmente ridotte e sono per lo più limitate a pendii montani inaccessibili e aree protette. Staphylea pinnata si trova spesso come compagna nelle stesse popolazioni.

## Usi

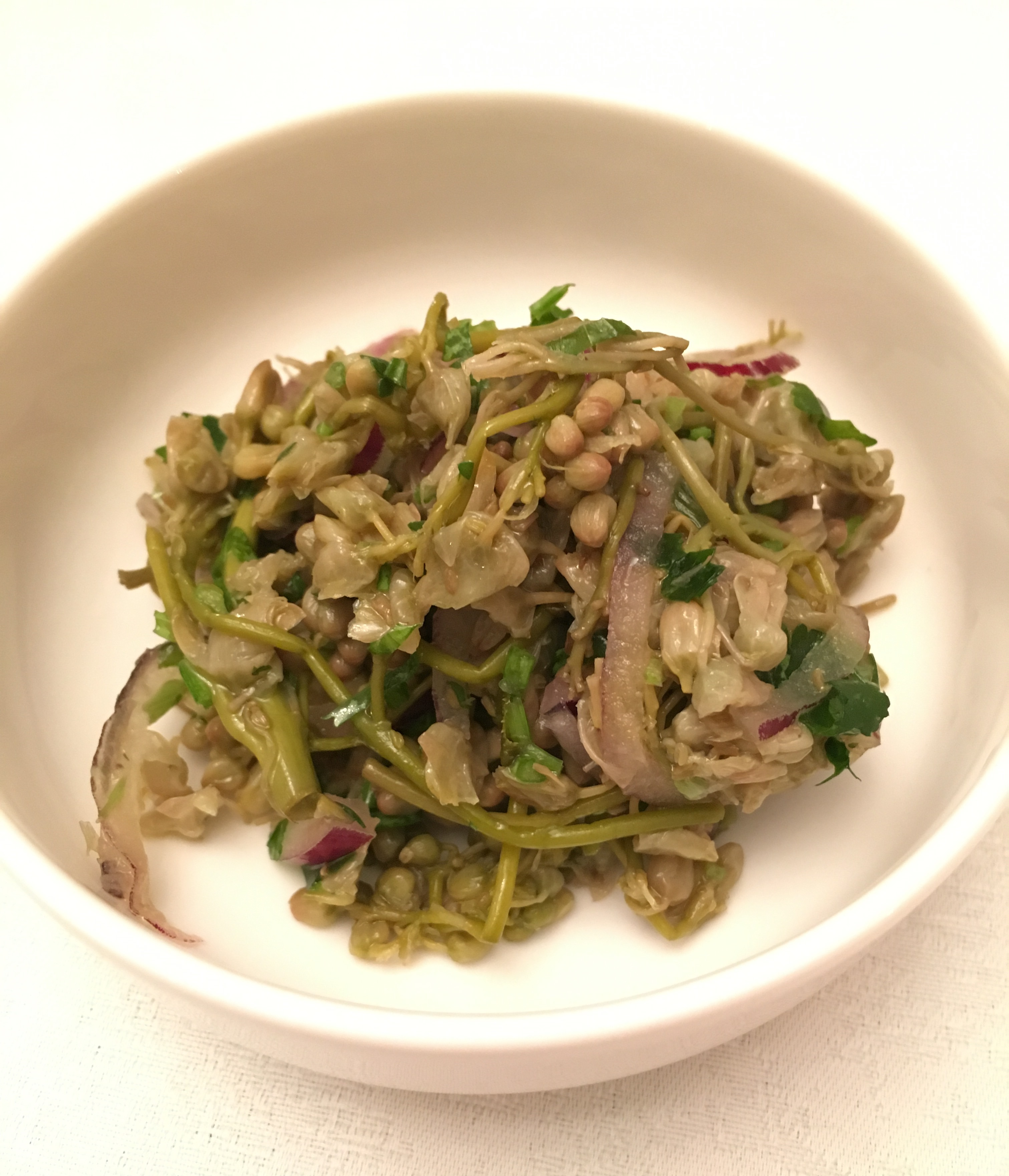
Jonjoli georgiani in insalata

Dai semi di S. colchica si estrae un olio che ha il sapore di pistacchio e ha effetto lassativo.
In aprile, quando spuntano le foglie, in Georgia si raccolgono i boccioli dei fiori ancora aperti con la giovane infiorescenza e li si mette in salamoia. L'infiorescenza in salamoia viene chiamata jonjoli ( ჯონჯოლი) ed ha un sapore simile ai capperi, ai quali questa specie vegetale non è imparentata. I boccioli vengono utilizzati in insalata nella cucina georgiana. Anche S. pinnata è utilizzata in modo simile.
S. colchica viene anche coltivata come pianta ornamentale.